# Informationen zur Schleswig-Holsteinischen Zeitgeschichte
Informationen zur Schleswig-Holsteinischen Zeitgeschichte (ISHZ) ist eine vom Arbeitskreis zur Erforschung des Nationalsozialismus in Schleswig-Holstein e.V. (AKENS) herausgegebene geschichtswissenschaftliche Fachzeitschrift. Sie erscheint unregelmäßig, in der Regel einmal pro Jahr. Vorgänger war die 1983 gegründete Info genannte Zeitschrift des AKENS, an die die Zählung der Ausgaben der ISHZ mit Nr. 18 anschlossen.
Die Zeitschrift wurde zum Zweck der „nachhaltigen Erforschung des Nationalsozialismus in Schleswig-Holstein“ gegründet, die zuvor „systematisch vernachlässigt, behindert oder gar unmöglich gemacht wurde“, wie der AKENS ausführt. Dazu gehört nach Angaben des Vereins explizit „auch dessen Vorgeschichte und seine Konsequenzen für die Zeit nach 1945.“ Mitbegründer und -herausgeber der Zeitschrift war der Historiker Detlef Korte.

Im September 2023 erschien die Nr. 62 der Zeitschrift mit dem Aufdruck Winter 2022.